# Quadratura (astronomia)

Um diagrama ilustrando as quadraturas ocidental e oriental de planeta superior como Marte

Na astronomia de posição, quadratura é uma configuração de um objeto celeste em relação a um dado observador na qual sua elongação corresponde a um ângulo reto (de 90 graus. Isto é, a linha de visada para o objeto conforme este é visto da Terra é perpendicular à linha que conecta o Sol à Terra. Esse termo se aplica especialmente à posição de planetas superiores ou da Lua quando esta se encontrar em suas fases de quarto crescente ou quarto minguante. Não se deve confundir essas situações com a Lua em dicotomia (ou seja, seu disco encontra-se exatamente meio iluminado quando visto da Terra), o que ocorre quando o ângulo Sol-Terra-Lua for igual a 89.85 graus ou 270.15 graus.
Conforme mostrado no diagrama, um planeta (ou outro objeto celeste) pode se encontrar em quadratura ocidental (quando se encontrar a oeste do Sol visto a partir da Terra) ou em quadratura oriental (quando se encontrar a leste do Sol visto a partir da Terra). Note que um planeta inferior nunca poderá estar em quadratura em relação a um planeta de referência.
À quadratura, a sombra que o planeta projeta em seus anéis ou luas apresenta um máximo desvio em relação ao disco planetário (ex: os Anéis de Saturno). Ademais, a oposição é o momento no qual a maior parte do lado oculto de um planeta (por exemplo, Marte) encontra-se visível.

Como o Sol não se encontra infinitamente distante da Terra, quando a Lua estiver em quadratura, ela estará levemente além da posição que ocupava quando estava em quarto crescente.

Quando o Sol e a Lua estiverem separados no céu por um ângulo de 90 graus, suas forças de maré se neutralização, de forma que a amplitude da maré será menor do que o usual, resultando nas marés de quadratura.